# Walckenaeria dalmasi
Walckenaeria dalmasi là một loài nhện trong họ Linyphiidae.
Loài này thuộc chi Walckenaeria. Walckenaeria dalmasi được Eugène Simon miêu tả năm 1914.